# Quirino Armellini
Pour les articles homonymes, voir Armellini.
Quirino Armellini, né le 31 janvier 1889 à Legnaro et mort le 13 janvier 1975  à Rome, est un général italien.

## Biographie
Quirino Armellini participe à la Guerre d'Éthiopie, sous le commandement Pietro Badoglio puis nommé commandant de la PAI (Polizia dell'Africa Italiana (it))
.
En 1942, il est en Dalmatie en tant que commandant du XVIIIe Corps d’Armée .
Après le 25 juillet 1943, le roi Victor-Emmanuel III le nomme commandant de la Milice volontaire pour la sécurité nationale qu'il dissout en intégrant ses composants dans l'Armée régulière.
De janvier à mars 1944, lors de l'arrestation de Giuseppe Cordero Lanza di Montezemolo il assume le rôle de chef du Fronte militare clandestino de la Résistance romaine, remplacé par la suite par Roberto Bencivenga.
Après  la Seconde Guerre mondiale, il est président du Conseil supérieur des Forces armées italiennes 

## Source de la traduction
- (it) Cet article est partiellement ou en totalité issu de l’article de Wikipédia en italien intitulé « Quirino Armellini » (voir la liste des auteurs).